# Rejmyre kyrka
Rejmyre kyrka är en kyrkobyggnad vid Glasbruksvägen i Rejmyre, Skedevi socken, Östergötland. Den ligger strax öster om Reijmyre glasbruk i Östergötlands bergslag, 27 km norr om Finspång, och tillhör Finspångs församling i Linköpings stift.

## Kyrkobyggnaden
Rejmyre kyrka är byggd i vitputsat timmer med altaret i öster och piporgeln i väster. Långskeppet med lågt platt trätak har två korsarmar och över korsmitten en lanternin. Runt väggarna finns stora rundbågiga fönster med spröjsar. Huvudingången till kyrkan sker via det södra tvärskeppet. Över altaret en oljemålning föreställande den törnekrönte Kristus. På evangeliesidan står en ambo.

## Historik

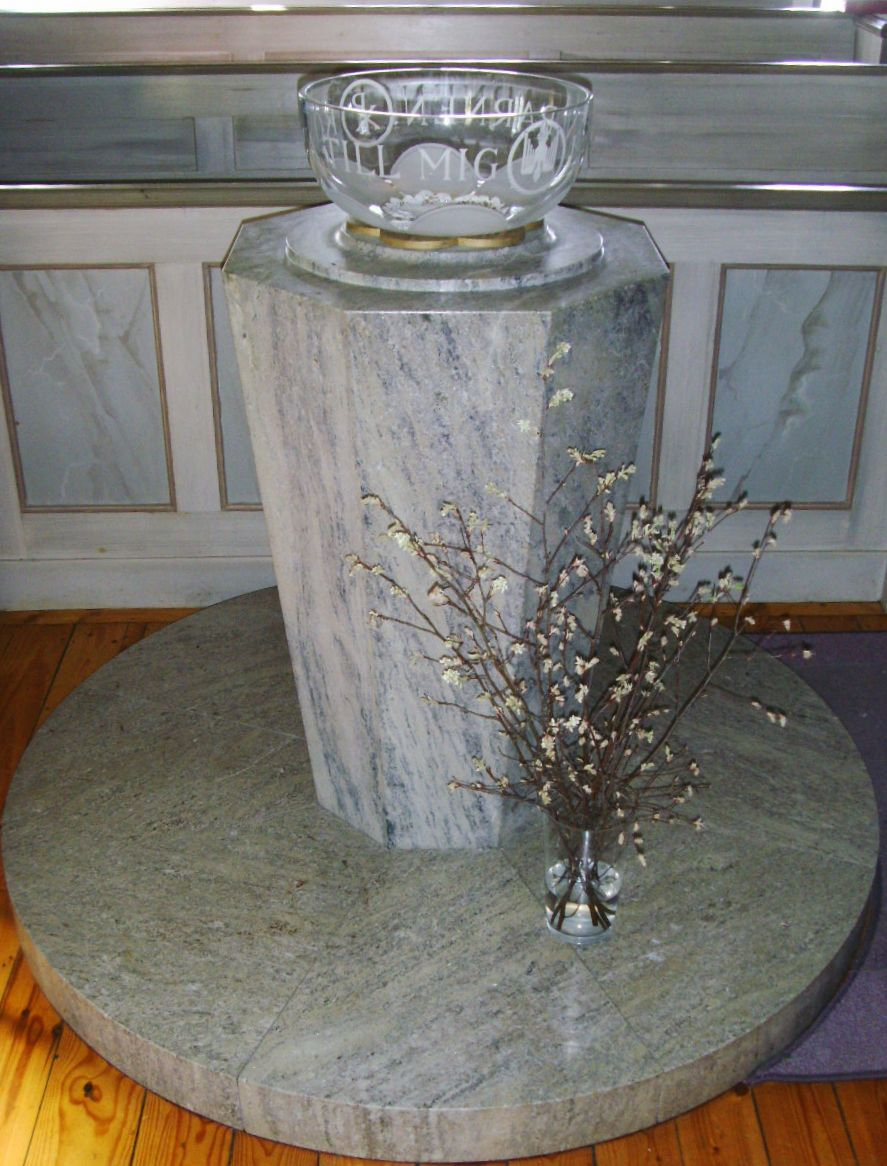
Dopfunten av kolmårdsmarmor.

I och med att man i Rejmyre den 9 juli 1810 fick privilegier att anlägga ett glasbruk, växte den lilla orten på några få år till ett livaktigt brukssamhälle. Drivande kraft var kapten Gustaf Erik von Post, Frängsäter, svärson till en av grundläggarna. Befolkningen ökade och år 1837 beslöt man sig för att bygga ett kapell. 
Redan året därpå var en enkel, rektangulär timmerbyggnad uppförd strax öster om glasbruket. En predikstol tillverkades av snickaren Johannes Persson och den placerades ovanför altaret i öster. Samma år fick kyrkan också sin första piporgel. År 1841 tillkom två korsarmar och 1843 en lanternin över korsmitten. Ytterväggarna var till en början rödfärgade men reveterades under 1880-1890-talet. Under kommande renoveringar förändras interiören successivt. År 1952 ersattes predikstolen ovanför altaret med en ambo till vänster i koret. Över altaret hängdes i stället den nuvarande oljemålningen.

## Inventarier
- Altartavla föreställande den törnekrönte Kristus.
- Ambo från 1952 till vänster om altaret.
- Dopfunt av kolmårdsmarmor, utförd efter ritning av Kurt von Schmalensee, Norrköping, och levererad 1953.
- Målning på väggen mot sakristian, med samma motiv som altartavlan; den torde kunna dateras till 1400-talets senare del.
- Kalk av glas som säkert har blåsts vid Rejmyre glasbruk och sannolikt slipats och graverats av glasslipare J. W. Bergström, Stockholm.

## Orglar

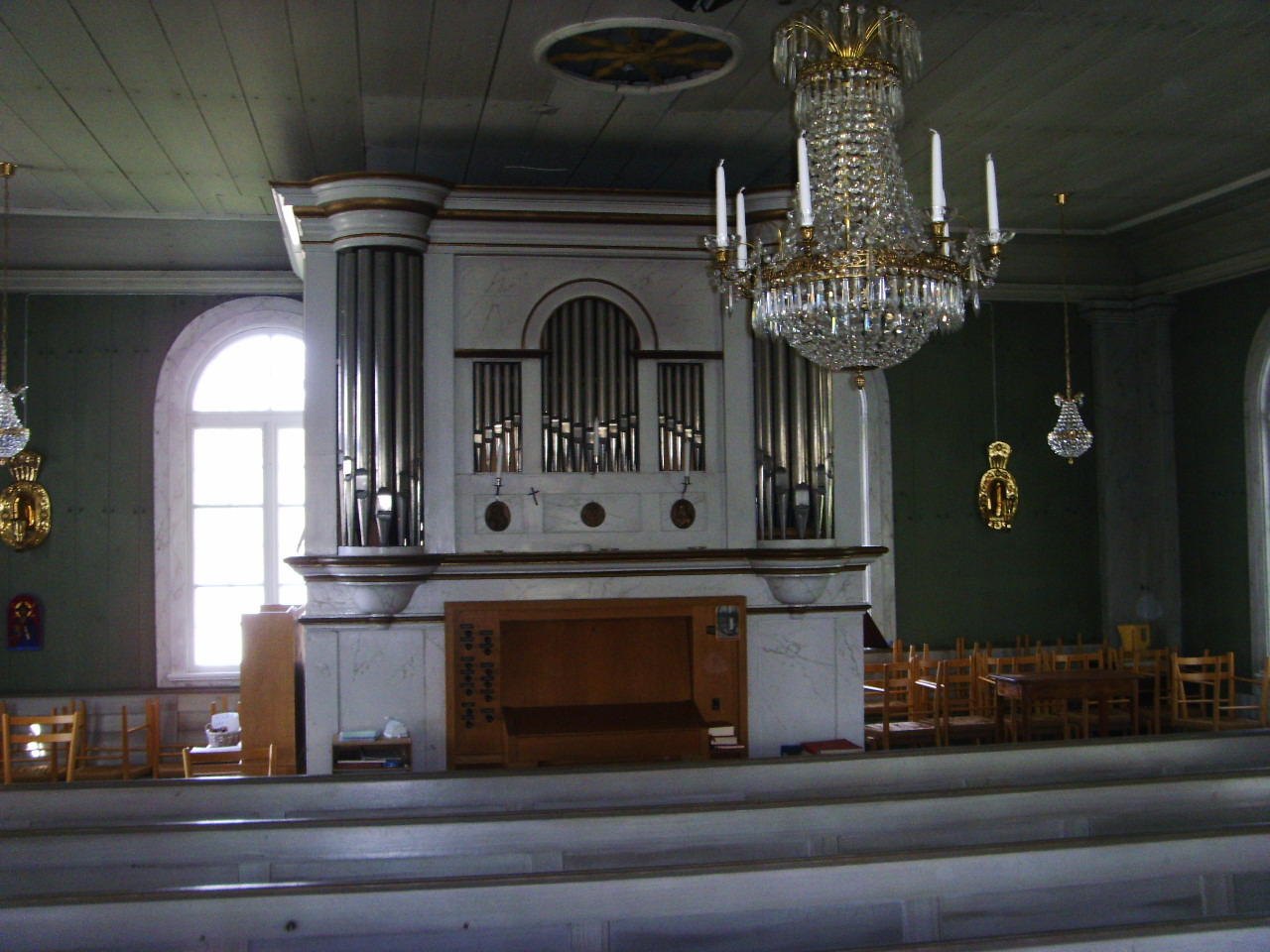
Orgeln vars mekanik är från 1960, medan fasaden är drygt ett sekel äldre.

- 1838: Kyrkan fick sin första piporgel.
- 1851: Fanjunkare och amatörorgelbyggare August Rosenborg (1808–1873), Vadstena, byggde en ny orgel.
- 1931: Levin Johansson byggde en orgel med pneumatisk traktur och registratur som hade tolv orgelstämmor fördelade på två manualer och pedal.
- 1960: Jehmlich Orgelbau Dresden byggde en ny mekanisk orgel bakom den stumma fasaden från 1851 års orgel.

### Disposition
| Huvudverk I C-f³ | Svällverk II C-f³                | Pedal C-f¹    | Koppel              |
| Gedackt 8’       | Rörflöjt 8’                      | Subbas 16’    | Svällverk/huvudverk |
| Principal 4’     | Gemshorn 4’                      | Gedacktbas 8’ | Huvudverk/pedal     |
| Waldflöjt 2’     | Principal 2’                     | Nachthorn 4’  | Svällverk/pedal     |
| Mixtur III       | Sifflöjt 1’                      |               |                     |
|                  | Sesquialtera II, 2 2/3' + 1 3/5’ |               |                     |
|                  | Tremulant                        |               |                     |
|                  | Crescendosvällare                |               |                     |